# Galleri (mølleteknik)
 For alternative betydninger, se Galleri. (Se også artikler, som begynder med Galleri)
Galleriet, også kaldet omgangen på en vindmølle, er en platform, hvorfra mølleren kan starte og bremse møllevingerne, krøje møllen manuelt og påsætte sejlene på sejlførende møller. Adskillige hollandske vindmøller har galleri. På møller med muret undermølle er galleriet normalt placeret på loftet over undermøllen. Her er kværnloftet typisk placeret, og fra dette er der adgang til galleriet gennem to eller flere udgangsdøre, således at der er fri passage, uanset hvorfra vinden blæser.
Møller med vindrose og klapper på vingerne har ganske vist automatisk drift, men skal dog kunne startes og bremses, hvilket kan gøres ved hjælp af et kædetræk som betjenes fra galleriet. 
| Bygning eller seværdighed | Spire Denne artikel om en bygning, et bygningsværk eller en seværdighed er en spire som bør udbygges. Du er velkommen til at hjælpe Wikipedia ved at udvide den. |